# 16251 Barbifrank
A 16251 Barbifrank (ideiglenes jelöléssel 2000 HX48) a Naprendszer kisbolygóövében található aszteroida. A LINEAR projekt keretében fedezték fel 2000. április 29-én.